# Đoàn Khuê
Đoàn Khuê (1923 – 1999), bí danh Võ Tiến Trình, là một tướng lĩnh Quân đội nhân dân Việt Nam, cấp bậc Đại tướng. Ông nguyên là Ủy viên Bộ Chính trị Ban Chấp hành Trung ương Đảng Cộng sản Việt Nam, Bộ trưởng Bộ Quốc phòng, Đại biểu Quốc hội nước Cộng hòa Xã hội Chủ nghĩa Việt Nam (1991 – 1997), Tổng Tham mưu trưởng Quân đội nhân dân Việt Nam (1987 – 1991).

## Tiểu sử
Đoàn Khuê sinh ngày 29 tháng 10 năm 1923. Quê quán thôn Gia Đẳng, xã Triệu Tân, huyện Triệu Phong, tỉnh Quảng Trị (nay là xã Triệu Lăng, huyện Triệu Phong, tỉnh Quảng Trị). Trú quán: Số nhà 30 Lý Nam Đế, phường Cửa Đông, Quận Hoàn Kiếm, Thành phố Hà Nội.
Ông là Đảng viên Đảng Cộng sản Đông Dương trước Cách mạng Tháng Tám 1945.
Năm 1940: bị thực dân Pháp bắt giam, đày đi Buôn Ma Thuột.
Tháng 6/1945: ông tham gia thành lập Tỉnh ủy lâm thời, Chủ nhiệm Việt Minh, Ủy viên Quân sự tỉnh Quảng Bình. Ông nhập ngũ tháng 9 năm 1945.
1946 - 1947: Chính trị viên Trường Lục quân Trung học Quảng Ngãi.
1947 - 1954: Chính ủy Trung đoàn, Phó Chính ủy Sư đoàn 305.
1954 - 1960: Phó Chính ủy Sư đoàn 675, phụ trách Chính ủy Sư đoàn 351; Chính ủy Lữ đoàn 270.
Năm 1960 - 1964: Phó Chính ủy Quân khu 4.
Năm 1964 - 1975: Phó Chính ủy Quân khu 5, tham gia chỉ huy nhiều chiến dịch trên địa bàn quân khu.
1977 - 1983: Chính ủy kiêm Tư lệnh Quân khu 5.
Tháng 5/1983 - 1987: Phó Tư lệnh kiêm Tham mưu trưởng, Tư lệnh Quân tình nguyện Việt Nam tại Campuchia.
1987 - 1991: Thứ trưởng Bộ Quốc phòng kiêm Tổng Tham mưu trưởng Quân đội nhân dân Việt Nam.
Tháng 8/1991 - 1997: Bộ trưởng Bộ Quốc phòng, Phó Bí thư Đảng ủy Quân sự Trung ương.
Ông là Ủy viên Ban Chấp hành Trung ương Đảng Cộng sản Việt Nam các khóa IV - VIII; Ủy viên Bộ Chính trị các khóa VI - VIII (1997), Đại biểu Quốc hội khóa VII - IX.
Ông được phong hàm Thiếu tướng năm 1974, Trung tướng năm 1980, Thượng tướng năm 1984, Đại tướng năm 1990.
Ông mất ngày 16 tháng 1 năm 1999 tại Hà Nội, an táng tại Nghĩa trang Mai Dịch.

## Gia đình
Cha của ông là cụ Đoàn Cầu, được kết nạp vào Đảng rất sớm và là người Cộng sản đầu tiên của làng Gia Đẳng, xã Triệu Lăng, huyện Hải Lăng, tỉnh Quảng Trị, nay là xã Triệu Lăng, huyện Triệu Phong, tỉnh Quảng Trị. Mẹ của ông là cụ Nguyễn Thị Dương (1902). Hai cụ có tám người con thì 5 người con là Liệt sĩ, cụ bà được Nhà nước tặng thưởng Huân chương Độc lập hạng Nhất và truy tặng danh hiệu Bà mẹ Việt Nam anh hùng theo Quyết định số 394 KT/CTN, ngày 17/12/1994. Năm người con liệt sĩ là:
1. Đoàn Đình
2. Đoàn Giao
3. Đoàn Ngọc Anh
4. Đoàn Cư
5. Đoàn Thị Tùng
Ông có hai người em trai là sĩ quan cao cấp của quân đội là Trung tướng Đoàn Chương (nguyên Viện trưởng Viện Chiến lược quân sự) và Đại tá Đoàn Thúy.
Ông kết hôn với bà Trương Thị Sương vào cuối năm 1950. Hai người có hai người con:
- Con gái Đoàn Thị Minh.
- Con trai là Đại tá Đoàn Xuân Thắng.

## Tác phẩm
Nửa thế kỷ chiến đấu dưới lá cờ vẻ vang của Đảng/ Đoàn Khuê.- In lần thứ 2.- H.: Quân đội nhân dân, 2004.- 215tr; Tóm tắt nội dung: Gồm những bài viết và bài nói của Đại tướng Đoàn Khuê trong 2 năm 1994 – 1995 về đường lối chính trị, quân sự của Đảng và Chủ tịch Hồ Chí Minh. Định hướng cho nhiệm vụ xây dựng quân đội nhân dân cách mạng, chính quy, tinh nhuệ, từng bước hiện đại và phát huy truyền thống đoàn kết hiệp đồng, bảo vệ vững chắc tổ quốc Việt Nam Xã hội Chủ nghĩa.
Tác phẩm "Chiến tranh cách mạng Việt Nam 1945-1975 - Thắng lợi và bài học" do Đoàn Khuê đồng biên soạn với 15 tác giả khác đã được trao tặng Giải thưởng Hồ Chí Minh vào năm 2007.

## Khen thưởng
Ông được Nhà nước Việt Nam tặng thưởng nhiều phần thưởng cao quý:
- Huân chương Sao Vàng (truy tặng năm 2007).
- Huân chương Hồ Chí Minh.
- 2 Huân chương Quân công hạng Nhất.
- 2 Huân chương Chiến công hạng Nhất.
- Huân chương Chiến thắng hạng Nhất.
- Huân chương Kháng chiến hạng Nhất.
- Huân chương Chiến sĩ giải phóng hạng Nhất.
- Huân chương Chiến sĩ giải phóng hạng Nhì.
- Huân chương Chiến sĩ giải phóng hạng Ba.
- Huy chương Quân kỳ quyết thắng.
- Huân chương Chiến sĩ vẻ vang hạng Nhất, Nhì, Ba và nhiều huân, huy chương khác.[6]

## Vinh danh
Phố Đoàn Khuê được HĐND thành phố Hà Nội đặt tên cho một con đường thuộc phường Việt Hưng, quận Long biên rộng 40 mét, dài 2 100 mét (năm 2013).
- Ở phường Khuê Mỹ (thành phố Đà Nẵng); thành phố Đông Hà (tỉnh Quảng Trị); thành phố Kon Tum (tỉnh Kon Tum); thành phố Buôn Ma Thuột, thị xã Buôn Hồ (tỉnh Đắk Lắk) đều có tên đường 'Đoàn Khuê".
- Ở thành phố Nam Định, tỉnh Nam Định, cũng có một con đường mang tên Đoàn Khuê, thuộc khu đô thị Thống Nhất, phường Lộc Hạ, với chiều rộng 16,5m, dài khoảng 400m.

## Lịch sử thụ phong quân hàm
| Năm thụ phong | 1974        | 1980         | 1984      | 1990 |
| ------------- | ----------- | ------------ | --------- | ---- |
| Cấp bậc       |             |              |           |      |
| Thiếu tướng   | Trung tướng | Thượng tướng | Đại tướng |      |